# Selección de fútbol sub-23 de Irak
La selección de fútbol de Irak, también conocida como Selección olímpica de fútbol de Irak es el representativo del país en Fútbol en los Juegos Olímpicos y es controlada por la Asociación de Fútbol de Irak.

## Palmarés
- Campeonato u-22 de la AFC: 1

2013
- Juegos de Asia
  -  (1): 2006

## Historia

### Juegos Olímpicos
Desde Barcelona 1992 los equipos que participan en Fútbol en los Juegos Olímpicos están compuestos por jugadores menores de 23 años, y en el caso de Irak tuvieron su primera participación en Atenas 2004, en la cual contra todo pronóstico llegaron a semifinales siendo derrotados por Paraguay. En el juego por el tercer lugar perdieron ante Italia.